# Lední hokej na Zimních olympijských hrách 1952
19. mistrovství světa a 30. mistrovství Evropy v ledním hokeji probíhalo v rámci VI. zimních olympijských her. 9 účastníků v jedné skupině, hrálo se systémem každý s každým. Hokejový turnaj měl zajímavou předehru. Vzhledem ke značným výkonnostním rozdílům, projevujícím na posledních zimních hrách a světových šampionátech podali Nizozemci, Belgičané a Francouzi společný návrh na novou organizaci soutěže. Spočíval v rozdělení družstev do dvou výkonnostních skupin, tak jak to bylo vyzkoušeno na posledním MS 1951 v Paříži. V očích MOV však nenalezl pochopení, protože odporoval jednomu z olympijských principů zabránit jakékoliv diferenciaci na silné a slabé a umožnit všem účastníkům olympijských her bojovat o trofeje nejcennější. Odmítnutí tohoto návrhu znamenalo odřeknutí účasti nejen tří jeho autorů, ale i Itálie a Rakouska, které se k němu na poslední chvíli připojili. Nezúčastněné země měly nakonec v březnu v belgickém Lutychu turnaj, který se započítával do mistrovství světa.

## Výsledky a tabulky
| 19. | Mistrovství světa | CAN  | USA | SWE     | TCH            | SUI       | POL    | FIN    | GER             | NOR    | V | R | P | Skóre | B  |
| 1.  | Kanada            |      | 3:3 | 3:2     | 4:1            | 11:2      | 11:0   | 13:3   | 15:1            | 11:2   | 7 | 1 | 0 | 71:14 | 15 |
| 2.  | USA               | 3:3  |     | 2:4     | 6:3            | 8:2       | 5:3    | 8:2    | 8:2             | 3:2    | 6 | 1 | 1 | 43:21 | 13 |
| 3.  | Švédsko           | 2:3  | 4:2 | Švédsko | 0:4            | 5:2       | 17:1   | 9:2    | 7:3             | 4:2    | 6 | 0 | 2 | 48:19 | 12 |
| 4.  | ČSR               | 1:4  | 3:6 | 4:0     | Československo | 8:3       | 8:2    | 11:2   | 6:1             | 6:0    | 6 | 0 | 2 | 47:18 | 12 |
| 5.  | Švýcarsko         | 2:11 | 2:8 | 2:5     | 3:8            | Švýcarsko | 6:3    | 12:0   | 6:3             | 7:2    | 4 | 0 | 4 | 40:40 | 8  |
| 6.  | Polsko            | 0:11 | 3:5 | 1:17    | 2:8            | 3:6       | Polsko | 4:2    | 4:4             | 4:3    | 2 | 1 | 5 | 21:56 | 5  |
| 7.  | Finsko            | 3:13 | 2:8 | 2:9     | 2:11           | 0:12      | 2:4    | Finsko | 5:1             | 5:2    | 2 | 0 | 6 | 21:60 | 4  |
| 8.  | SRN               | 1:15 | 2:8 | 3:7     | 1:6            | 3:6       | 4:4    | 1:5    | Západní Německo | 6:2    | 1 | 1 | 6 | 21:53 | 3  |
| 9.  | Norsko            | 2:11 | 2:3 | 2:4     | 0:6            | 2:7       | 3:4    | 2:5    | 2:6             | Norsko | 0 | 0 | 8 | 15:46 | 0  |

| 30. | Mistrovství Evropy |
| 1.  | Švédsko            |
| 2.  | ČSR                |
| 3.  | Švýcarsko          |
| 4.  | Polsko             |
| 5.  | Finsko             |
| 6.  | SRN                |
| 7.  | Norsko             |

- Titul mistra Evropy do 1970 získalo evr. mužstvo, které se umístilo nejlépe v konečné tabulce MS.

 USA –  Norsko 3:2 (0:1, 2:0, 1:1)
15. února 1952 (17:00) – Oslo (Jordal Amfi)

Branky a nahrávky USA: 21:03 Arnold Oss (John Noah), 33:22 John Mulhern (Robert Rompre), 55:50 Arnold Oss. 

Branky a nahrávky Norska: 44:51 Bjørn Gulbrandsen (Ragnar Rygel), 10:08 Øivind Solheim.

Rozhodčí: Václav Beránek (TCH), Ernest Leacock (GBR)
USA: Donald Whiston - Allen Van, Joseph Czarnota, John Noah, James Sedin - Ruben Bjorkman, Arnold Oss, Clifford Harrison - Robert Rompre, Kenneth Yackel, Leonard Ceglarski - Andre Gambucci, John Mulhern.
Norsko: Per Dahl - Johnny Larntvedt, Roar Bakke (Pedersen), Arne Berg, Gunnar Kroge - Øivind Solheim, Leif Solheim, Egil Bjerklund - Ragnar Rygel, Bjørn Oscar Gulbrandsen, Finn Gundersen - Annar Petersen, Jan-Erik Adolfsen.
 Švédsko –  Finsko 9:2 (2:0, 5:2, 2:0)
15. února 1952 (19:00) – Oslo (Dæhlenenga)

Branky a nahrávky Švédska: 1:0 Stig Tvilling (Hans Tvilling), 2:0 Göte Blomqvist, 3:0 Stig Tvilling, 4:0 Gösta Johansson (Göte Almqvist), 5:0 Sven Tumba Johansson, 6:0 Sven Tumba Johansson, 7:2 Göte Almqvist.

Branky a nahrávky Finska: 6:1 Yrjö Hakala (Eero Salisma), 6:2 Matti Karumaa (Christian Rapp).

Rozhodčí: Wim Dwars (NED), Carsten Christensen (NOR)
Švédsko: Thord Flodqvist - Åke Andersson, Rune Johansson, Sven Thunman, Göte Almqvist - Göte Blomqvist, Gösta Johansson, Erik Johansson - Stig Tvilling, Hans Tvilling, Lars Pettersson - Hans Öberg, Sven Tumba Johansson, Holger Nurmela.
Finsko: Unto Viitala - Ossi Kauppi, Matti Rintakoski, Pentti Isotalo, Eero Saari - Yrjö Hakala, Eero Salisma, Matti Karumaa - Lauri Silvan, Aarne Honkavaara, Christian Rapp - Keijo Kuusela.
 Československo –  Polsko 8:2 (3:1, 2:1, 3:0)
15. února 1952 (19:00) – Drammen (Marienlyst)

Branky a nahrávky Československa: 1. Vlastimil Bubník, 5. Vlastimil Bubník (Jan Lidral), 7. Vlastimil Hajšman (Miloslav Blažek), 24. Miloslav Blažek (Oldřich Sedlák), 34. Miloslav Blažek, 41. Miroslav Rejman, 56. Jiří Sekyra, 60. Vlastimil Bubník.

Branky a nahrávky Polska: 6. Eugeniusz Lewacki (Stefan Csorich), 38. Marian Jeżak (Stefan Csorich).

Rozhodčí: Willy Bernhard (SUI), Alwin Wieland (SUI)
Polsko: Stanisław Szlendak - Hilary Skarżyński, Kazimierz Chodakowski, Henryk Bronowicz, Tadeusz Świcarz - Marian Jeżak, Stefan Csorich, Eugeniusz Lewacki - Adolf Wróbel, Antoni Wróbel, Alfred Gansiniec.
ČSR: Jozef Záhorský - Karel Gut, Václav Bubník, Jan Lidral, Zdeněk Pýcha - Vlastimil Bubník, Bronislav Danda, Miloslav Charouzd - Miroslav Rejman, Slavomír Bartoň, Jiří Sekyra - Vlastimil Hajšman, Oldřich Sedlák, Miloslav Blažek.
 Kanada –  SRN 15:1 (6:1, 7:1, 2:0)
15. února 1952 (21:00) – Oslo (Jordal Amfi)

Branky a nahrávky Kanady: 1:0 4:12 Jack Davies (William Gibson), 2:0 9:18 William Gibson (Donald Gauf), 3:1 16:05 G. Robertson (William Gibson), 4:1 16:13 William Gibson, 5:1 16:25 David Miller, 6:1 16:53 Robert Watt, 7:1 20:50 William Gibson (Gordon Robertson), 8:1 22:56 Francis Sullivan (David Miller), 9:1 29:14 David Miller(Francis Sullivan), 10:1 33:14 David Miller (Francis Sullivan), 11:1 35:54 David Miller, 12:1 38:00 Allan Purvis, 13:1 39:23 William Gibson (Gordon Robertson), 14:1 47:20 David Miller (Francis Sullivan), 15:1 59:37 Donald Gauf.

Branky SRN: 2:1 11:20 Walter Kremershof.

Rozhodčí: Axel Sandö (SWE), Gosta Ahlin (SWE)
Kanada: Ralph Hansch - Jack Davies, Donald Gauf, Allan Purvis, Thomas Pollock - Gordon Robertson, William Gibson, William Dawe - Robert Watt, Francis Sullivan, David Miller - Bruce Dickson, George Abel, Lous Secco.
SRN: Heinz Wackers - Herbert Schibukat, Karl Wild, Ludwig Kuhn, Karl Bierschel - Markus Egen, Fritz Poitsch, Georg Guggemos - Engelbert Holderied, Xaver Unsinn, Walter Kremershof - Dieter Niess, Karl Enzler, Hans-Georg Pescher.
 Švýcarsko –  Finsko	12:0 (2:0, 2:0, 8:0)
16. února 1952 (17:00) – Oslo (Jordal Amfi)

Branky a nahrávky Švýcarska: 1:0 4. Otto Schubiger (Emil Handschin), 2:0 5. Walter Dürst, 3:0 28. Hans-Martin Trepp, 4:0 29. Hans-Martin Trepp (Ulrich Poltera), 5:0 45. Gian Bazzi (Otto Schubiger), 6:0 45. Gian Bazzi (Otto Schubiger), 7:0 46. Willy Pfister, 8:0 47. Gebhard Poltera, 9:0 55. Ulrich Poltera (Gebhard Poltera), 10:0 56. Hans-Martin Trepp, 11:0 56. Otto Schubiger, 12:0 60. Gebhard Poltera.

Branky Finska: nikdo

Rozhodčí: Johan Narvestad (NOR), Ladislav Tencza (TCH)
Švýcarsko: Hans Bänninger - Emil Handschin, Walter Dürst, Emil Golaz, Reto Delnon, Paul Hofer - Hans-Martin Trepp, Ulrich Poltera, Gebhard Poltera - Otto Schubiger, Willy Pfister, Gian Bazzi - Otto Schläpfer.
Finsko: Unto Viitala - Ossi Kauppi, Eero Salisma, Matti Rintakoski, Jukka Vuolio, Pentti Isotalo - Esko Rehoma, Lauri Silvan, Keijo Kuusela - Eero Saari, Matti Karumaa, Yrjö Hakala - Aarne Honkavaara, Christian Rapp.
 Československo –  Norsko 6:0 (2:0, 2:0, 2:0)
16. února 1952 (19:00) – Oslo (Dæhlenenga)

Branky a nahrávky Československa: 14. Slavomír Bartoň, 18. Slavomír Bartoň, 22. Vlastimil Bubník (Bronislav Danda), 35. Jiří Sekyra (Miroslav Nový), 44. Slavomír Bartoň,  54. Jiří Sekyra (Miroslav Rejman).

Branky Norska: nikdo

Rozhodčí: Jerzy Zarzycki (POL), Gosta Ahlin (SWE)
Norsko: Per Dahl - Johnny Larntvedt, Roar Bakke (Pedersen), Arne Berg, Gunnar Kroge - Øivind Solheim, Leif Solheim, Egil Bjerklund - Ragnar Rygel, Bjørn Oscar Gulbrandsen, Finn Gundersen - Annar Petersen, Jan-Erik Adolfsen.
ČSR: Jan Richter - Karel Gut, Václav Bubník, Miloslav Ošmera, Miroslav Nový – Vlastimil Bubník, Bronislav Danda, Miloslav Charouzd - Miroslav Rejman, Slavomír Bartoň, Jiří Sekyra. 
 USA –  SRN 8:2 (1:0, 3:1, 4:1)
16. února 1952 (19:00) – Oslo (Kadettangen)

Branky USA: 1:0 10:10 Kenneth Yackel, 2:0 20:30 Kenneth Yackel, 3:0 24:41 Joseph Czarnota, 4:1 36:00 Clifford Harrison, 5:2 49:30 Gerald Kilmartin, 6:2 51:02 Arnold Oss, 7:2 56:30 Kenneth Yackel, 8:2 58:28 Ruben Bjorkman.  

Branky a nahrávky SRN: 3:1 12:30 Markus Egen (Karl Bierschel), 4:2 44:12 Walter Kremershof.

Rozhodčí: Ernest Leacock (GBR), Wim Dwars (NED)
USA: Donald Whiston - Allen Van, Joseph Czarnota, John Noah, James Sedin - Ruben Bjorkman, Arnold Oss, Clifford Harrison - Gerald Kilmartin, Andre Gambucci, John Mulhern - Robert Rompre, Kenneth Yackel, Leonard Ceglarski.
SRN: Alfred Hoffmann - Herbert Schibukat, Karl Wild, Ludwig Kuhn, Karl Bierschel - Markus Egen, Fritz Poitsch, Georg Guggemos - Engelbert Holderied, Xaver Unsinn, Walter Kremershof - Dieter Niess, Karl Enzler, Hans-Georg Pescher.
 Švédsko –  Polsko 17:1 (1:0, 9:1, 7:0)
16. února 1952 (21:00) – Oslo (Jordal Amfi)

Branky a nahrávky Švédska: 1:0 20. Göte Blomqvist (Gösta Johansson), 2:0 22. Hans Tvilling (Lars Pettersson), 3:0 23. Sven Tumba Johansson (Holger Nurmela), 4:0 26. Göte Blomqvist, 5:0 27. Lars Pettersson (Hans Tvilling), 6:0 30. Hans Öberg (Holger Nurmela), 7:1 33. Sven Thunman, 8:1 34. Stig Tvilling, 9:1 38. Holger Nurmela, 10:1 39. Gösta Johansson, 11:1 47. Gösta Johansson, 12:1 51. Sven Tumba Johansson, 13:1 53. Hans Öberg (Holger Nurmela), 14:1 55. Gösta Johansson, 15:1 55. Holger Nurmela, 16:1 56. Hans Tvilling, 17:1 58. Hans Tvilling.

Branky Polska: 6:2 32. Alfred Gansiniec.

Rozhodčí: Johan Narvestad (NOR), Willy Bernhard (SUI)

* jeden z gólů Hanse Anderssona byla vlastní branka polského hráče Alfreda Wrobela.
Švédsko: Lasse Svensson - Åke Andersson, Rune Johansson, Sven Thunman, Lars Björn - Göte Blomqvist, Gösta Johansson, Erik Johansson - Stig Tvilling, Hans Tvilling, Lars Pettersson - Holger Nurmela, Sven Tumba Johansson, Hans Öberg.
Polsko: Stanisław Szlendak (40. Jan Hampel) - Henryk Bronowicz, Michał Antuszewicz, Roman Peczak, Kazimierz Chodakowski - Marian Jeżak, Stefan Csorich, Eugeniusz Lewacki - Adolf Wróbel, Hilary Skarżyński, Alfred Gansiniec - Rudolf Czech, Zdiszław Trojanowski, Tadeusz Świcarz.
 Švédsko –  Norsko	4:2 (2:1, 1:0, 1:1)
17. února 1952 (17:00) – Oslo (Jordal Amfi)

Branky a nahrávky Švédska: 1:0 0:35 Gösta Johansson, 2:0 7. Lars Pettersson, 3:1 36. Sven Thunman (Gösta Johansson), 4:1 Göte Blomqvist.

Branky Norska: 1:2 8. Leif Solheim (Egil Bjerklund), 2:4 59:15 Leif Solheim (Egil Bjerklund).

Rozhodčí: Willy Bernhard (SUI), Ladislav Tencza (TCH)
Švédsko: Thord Flodqvist - Åke Andersson, Göte Almqvist, Sven Thunman, Åke Lassas - Göte Blomqvist, Gösta Johansson, Erik Johansson - Stig Tvilling, Hans Tvilling, Lars Pettersson - Sven Tumba Johansson, Hans Öberg.
Norsko: Per Dahl - Johnny Larntvedt, Arne Berg, Gunnar Kroge - Øivind Solheim, Leif Solheim, Egil Bjerklund - Annar Petersen, Jan-Erik Adolfsen, Ragnar Rygel - Per Voigt, Finn Gundersen, Bjørn Oscar Gulbrandsen.
 Švýcarsko –  Polsko 	6:3 (4:1, 2:2, 0:0)
17. února 1952 (19:00) – Oslo (Dæhlenenga)

Brankya nahrávky  Švýcarska: 1:0 2. Hans-Martin Trepp (Ulrich Poltera), 2:0 10. Otto Schubiger, 3:0 16. Gebhard Poltera, 4:0 17. Ulrich Poltera (Hans-Martin Trepp), 5:0 26. Gebhard Poltera, 6:1 34. Emil Golaz.

Branky Polska: 4:1 19. Zdiszław Trojanowski, 6:2 37. Stefan Csorich, 6:3 39. Henryk Bronowicz.

Rozhodčí: Werner Heinecke (GER), Per Sandsund (FIN)
Švýcarsko: Hans Bänninger - Emil Handschin, Paul Hofer, Emil Golaz, Walter Dürst, Reto Delnon - Hans-Martin Trepp, Ulrich Poltera, Gebhard Poltera - Otto Schubiger, Otto Schläpfer, Willy Pfister, Gian Bazzi - Francois Blank.
Polsko: Jan Hampel (20. Stanisław Szlendak) - Henryk Bronowicz, Hilary Skarżyński, Kazimierz Chodakowski, Michał Antuszewicz - Marian Jeżak, Stefan Csorich, Eugeniusz Lewacki - Adolf Wróbel, Rudolf Czech, Alfred Gansiniec - Zdiszław Trojanowski, Tadeusz Świcarz, Roman Peczak.
 Kanada –  Finsko 13:3 (6:2, 5:0, 2:1)
17. února 1952 (19:00) – Drammen (Marienlyst)

Branky a nahrávky Kanady: 1:0 0:51 Lous Secco, 2:1 5:40 William Dawe (William Gibson), 3:1 Bruce Dickson (George Abel), 4:1 11:20 David Miller (Francis Sullivan), 5:1 11:32 Robert Meyers, 6:2 19:59 George Abel (Lous Secco), 7:2 23:25 Gordon Robertson (William Dawe), 8:2 29:29 David Miller, 9:2 31:30 William Gibson (Gordon Robertson), 10:2 33:28 William Gibson, 11:2 38:45 Thomas Pollock, 12:2 41:12 William Gibson (William Dawe), 13:2 47:05 Bruce Dickson, 13:2 48:32 (Francis Sullivan).

Branky Finska: 1:1 1:12 Keijo Kuusela, 5:2 14:14 Keijo Kuusela, 13:3 48:32 Lauri Silvan.

Rozhodčí: Axel Sandö (SWE), Gosta Ahlin (SWE)
Kanada: Ralph Hansch - Jack Davies, Robert Meyers, Allan Purvis, Thomas Pollock - Bruce Dickson, George Abel, Lous Secco - Robert Watt, Francis Sullivan, David Miller - Gordon Robertson, William Gibson, William Dawe.
Finsko: Pekka Myllylä - Ossi Kauppi, Jukka Vuolio, Pentti Isotalo, Eero Saari - Aarne Honkavaara, Eero Salisma, Keijo Kuusela - Matti Rintakoski, Lauri Silvan, Matti Karumaa.
 Československo –  SRN 6:1 (0:0, 2:0, 4:1)
17. února 1952 (21:00) – Oslo (Jordal Amfi)

Branky a nahrávky Československa: 1:0 22. Miloslav Charouzd (Bronislav Danda), 2:0 32. Miloslav Charouzd (Karel Gut), 3:0 54. Vlastimil Bubník (Bronislav Danda), 4:0 55. Slavomír Bartoň, 5:0 56. Jiří Sekyra (Miroslav Rejman), 6:0 58. Vlastimil Bubník (Bronislav Danda), 

Branky a nahrávky SRN: 6:1 60. Fritz Poitsch (Markus Egen).

Rozhodčí: Willy Bernhard (SUI), Wim Dwars (NED)
ČSR: Jan Richter - Karel Gut, Václav Bubník, Miloslav Ošmera, Miroslav Nový – Vlastimil Bubník, Bronislav Danda, Miloslav Charouzd - Vlastimil Hajšman, Oldřich Sedlák, Miloslav Blažek - Miroslav Rejman, Slavomír Bartoň, Jiří Sekyra.
SRN: Heinz Wackers - Herbert Schibukat, Karl Wild, Karl Bierschel, Georg Guggemos - Markus Egen, Fritz Poitsch, Xaver Unsinn - Dieter Niess, Karl Enzler, Hans-Georg Pescher - Walter Kremershof.
 USA –  Finsko 8:2 (1:0, 6:0, 1:2)
18. února 1952 (17:00) – Oslo (Jordal Amfi)

Branky a nahrávky USA: 1:0 14:25 Leonard Ceglarski, 2:0 21:15 Andre Gambucci (Gerald Kilmartin), 3:0 21:33 John Mulhern (Andre Gambucci, 4:0 24:38 Robert Rompre, 5:0 33:17 James Sedin, 6:0 35:40 Robert Rompre (Kenneth Yackel), 7:0 35:50 Robert Rompre, 8:0 44:54 Robert Rompre (Kenneth Yackel).

Brankya nahrávky Finska: 8:1 47:43 Yrjö Hakala (Lauri Silvan), 8:2 55:12 Lauri Silvan (Jukka Vuolio).

Rozhodčí : Gosta Ahlin (SWE), Axel Sandö (SWE)
USA: Donald Whiston - Allen Van, Joseph Czarnota, John Noah, James Sedin - Ruben Bjorkman, Leonard Ceglarski, Andre Gambucci - Clifford Harrison, Arnold Oss, Gerald Kilmartin - Robert Rompre, Kenneth Yackel, John Mulhern.
Finsko: Pekka Myllylä - Ossi Kauppi, Eero Salisma, Pentti Isotalo, Matti Rintakoski - Lauri Silvan, Yrjö Hakala, Eero Saari - Aarne Honkavaara, Matti Karumaa, Keijo Kuusela - Jukka Vuolio.
 Kanada –  Polsko 11:0 (3:0, 3:0, 5:0)
18. února 1952 (19:00) – Oslo (Dæhlenenga)

Branky a nahrávky Kanady: 1:0 12:40 Robert Watt (Jack Davies), 2:0 13:55 William Dawe, 3:0 17:25 George Abel (Lous Secco), 4:0 33:58 Gordon Robertson (William Gibson), 5:0 35:15 George Abel (Jack Davies), 6:0 35:50 George Abel (Bruce Dickson), 7:0 49:05 Donald Gauf (Gordon Robertson), 8:0 49:10 Jack Davies (Bruce Dickson), 9:0 49:53 Bruce Dickson (George Abel), 10:0 54:20 William Gibson (William Dawe), 11:0 58:20 Francis Sullivan (Robert Watt).

Branky Polska: nikdo

Rozhodčí: Wim Dwars (NED), Willy Bernhard (SUI)
Kanada: Eric Patterson - Jack Davies, Donald Gauf, Allan Purvis, Thomas Pollock - Bruce Dickson, George Abel, Lous Secco - Robert Watt, Francis Sullivan, David Miller - Gordon Robertson, William Gibson, William Dawe.
Polsko: Stanisław Szlendak - Kazimierz Chodakowski, Henryk Bronowicz, Roman Peczak, Hilary Skarżyński, Tadeusz Świcarz - Antoni Wróbel, Adolf Wróbel, Alfred Gansiniec - Eugeniusz Lewacki, Stefan Csorich, Marian Jeżak.
 Švýcarsko –  Norsko	7:2 (4:0, 2:2, 1:0)
18. února 1952 (19:00) – Sandvika (Kadettangen)

Branky a nahrávky Švýcarska: 1:0 9. Ulrich Poltera (Gebhard Poltera), 2:0 11. Otto Schubiger (Willy Pfister), 3:0 15. Gian Bazzi, 4:0 20. Ulrich Poltera, 5:0 22. Ulrich Poltera, 6:2 37. Hans-Martin Trepp, 7:2 46. Hans-Martin Trepp (Ulrich Poltera).

Branky a nahrávky Norska: 5:1 25. Ragnar Rygel (Bjørn Oscar Gulbrandsen), 5:2 32. Leif Solheim (Johnny Larntvedt).

Rozhodčí: Ernest Leacock (GBR), Ladislav Tencza (TCH)
Švýcarsko: Hans Bänninger - Reto Delnon, Emil Handschin, Walter Dürst, Otto Schläpfer - Hans-Martin Trepp, Ulrich Poltera, Gebhard Poltera - Otto Schubiger,  Willy Pfister, Gian Bazzi.
Norsko: Per Dahl - Johnny Larntvedt, Roar Bakke (Pedersen), Arne Berg, Gunnar Kroge - Øivind Solheim, Leif Solheim, Egil Bjerklund - Ragnar Rygel, Bjørn Oscar Gulbrandsen, Finn Gundersen - Jan-Erik Adolfsen.
 Švédsko –  SRN 	7:3 (3:2, 0:0, 4:1)
18. února 1952 (21:00) – Oslo (Jordal Amfi)

Branky a nahrávky Švédska: 1:1 9. Göte Blomqvist, 2:2 12. Hans Öberg (Sven Tumba Johansson), 3:2 18. Lars Pettersson, 4:2 43. Sven Tumba Johansson, 5:2 48. Erik Johansson (Göte Blomqvist), 6:2 49. Göte Blomqvist, 7:3 56. Gösta Johansson (Rune Johansson). 

Branky SRN: 0:1 7. Markus Egen, 1:2 10. Markus Egen, 6:3 53. Fritz Poitsch.

Rozhodčí: Václav Beranek (TCH), Per Sandsund (FIN)
Švédsko: Lasse Svensson - Åke Andersson, Rune Johansson, Sven Thunman, Göte Almqvist - Göte Blomqvist, Gösta Johansson, Erik Johansson - Stig Tvilling, Hans Tvilling, Lars Pettersson - Holger Nurmela, Sven Tumba Johansson, Hans Öberg.
SRN: Alfred Hoffmann - Herbert Schibukat, Karl Wild, Ludwig Kuhn, Karl Bierschel - Markus Egen, Fritz Poitsch, Georg Guggemos - Dieter Niess, Karl Enzler, Hans-Georg Pescher - Xaver Unsinn, Walter Kremershof.
 Československo –  Kanada 1:4 (1:1, 0:1, 0:2)
19. února 1952 (17:00) – Oslo (Jordal Amfi)

Branky a nahrávky Československa: 5:21 Miloslav Charouzd (Karel Gut).

Branky Kanady: 13:09 William Gibson, 30:10 Bruce Dickson, 40:39 Gordon Robertson, 45:11 William Gibson.

Rozhodčí: Gosta Ahlin (SWE), Wim Dwars (NED)
ČSR: Jan Richter - Karel Gut, Václav Bubník, Miloslav Ošmera, Miroslav Nový – Vlastimil Bubník, Bronislav Danda, Miloslav Charouzd - Vlastimil Hajšman, Oldřich Sedlák, Miloslav Blažek - Miroslav Rejman, Slavomír Bartoň, Jiří Sekyra.
Kanada: Ralph Hansch - Jack Davies, Donald Gauf, Allan Purvis, Thomas Pollock - Bruce Dickson, George Abel, Robert Watt - Lous Secco, Francis Sullivan, David Miller - Gordon Robertson, William Gibson, William Dawe.
 USA –  Švýcarsko 8:2 (4:1, 3:0, 1:1)
19. února 1952 (21:00) – Oslo (Jordal Amfi)

Branky a nahrávky USA: 1:0 9. Arnold Oss (Joseph Czarnota), 2:0 9:19 Kenneth Yackel, 3:0 10:30 Andre Gambucci (Joseph Czarnota), 4:1 19:12 Gerald Kilmartin (Andre Gambucci), 5:1 22:01 Andre Gambucci, 6:1 33:30 Andre Gambucci (Arnold Oss), 7:1 34:08 John Mulhern, 8:2 51:38 Joseph Czarnota.

Branky Švýcarska: 3:1 18:34 Hans-Martin Trepp, 7:2 41:13 Ulrich Poltera.

Rozhodčí: Ernest Leacock (GBR), Ladislav Tencza (TCH)
USA: Richard Desmond - Allen Van, Joseph Czarnota, John Noah, James Sedin - Robert Rompre, Kenneth Yackel, Leonard Ceglarski - Gerald Kilmartin, Andre Gambucci, John Mulhern - Ruben Bjorkman, Clifford Harrison, Arnold Oss.
Švýcarsko: Hans Bänninger - Emil Handschin, Paul Hofer, Walter Dürst, Reto Delnon - Hans-Martin Trepp, Ulrich Poltera, Gebhard Poltera - Otto Schubiger,  Willy Pfister, Gian Bazzi - Otto Schläpfer.
 Polsko –  SRN 4:4 (1:1, 3:1, 0:2)
20. února 1952 (17:00) – Oslo (Jordal Amfi)

Branky a nahrávky Polska: 1:1 18. Stefan Csorich (Marian Jeżak), 1:2 25. Marian Jeżak (Stefan Csorich), 2:3 27. Alfred Gansiniec, 2:4 30. Stefan Csorich (Marian Jeżak), 

Branky SRN: 1:0 5. Fritz Poitsch, 2:2 26. Markus Egen, 3:4 48. Markus Egen, 4:4 52. Markus Egen.

Rozhodčí: Kurt Hauser (SUI), Willy Bernhard (SUI)
Polsko: Stanisław Szlendak - Kazimierz Chodakowski, Tadeusz Świcarz, Henryk Bronowicz, Hilary Skarżyński, Roman Peczak - Marian Jeżak, Stefan Csorich, Eugeniusz Lewacki - Antoni Wróbel,  Alfred Gansiniec, Adolf Wróbel.
SRN: Heinz Wackers - Herbert Schibukat, Karl Wild, Ludwig Kuhn, Karl Bierschel - Markus Egen, Fritz Poitsch, Georg Guggemos - Walter Kremershof, Dieter Niess, Karl Enzler.
 Finsko –  Norsko 5:2 (2:0, 2:2, 1:0)
20. února 1952 (21:00) – Oslo (Jordal Amfi)

Branky a nahrávky Finska: 1:0 8:36 Yrjö Hakala (Eero Saari), 2:0 10:18 Matti Karumaa (Aarne Honkavaara), 3:1 27:30 Aarne Honkavaara (Christian Rapp), 4:2 36:10 Lauri Silvan, 5:2 49:59 Christian Rapp.

Branky a nahrávky Norska: 2:1 23:03 Ragnar Rygel (Bjørn Oscar Gulbrandsen), 3:2 29:08 Bjørn Oscar Gulbrandsen. 

Rozhodčí: Ernest Leacock (GBR), Gosta Ahlin (SWE)
Finsko: Unto Viitala - Ossi Kauppi, Jukka Vuolio, Pentti Isotalo, Eero Saari - Yrjö Hakala, Eero Salisma, Matti Karumaa - Lauri Silvan, Aarne Honkavaara, Christian Rapp - Keijo Kuusela, Matti Rintakoski.
Norsko: Per Dahl - Johnny Larntvedt, Roar Bakke (Pedersen), Arne Berg, Gunnar Kroge - Øivind Solheim, Leif Solheim, Egil Bjerklund - Ragnar Rygel, Bjørn Oscar Gulbrandsen, Finn Gundersen - Annar Petersen, Jan-Erik Adolfsen, Per Voigt.
 Švédsko –  USA 	4:2 (1:0, 0:0, 3:2)
21. února 1952 (17:00) – Oslo (Jordal Amfi)

Branky a nahrávky Švédska: 1:0 14:06 Hans Öberg (Holger Nurmela), 2:0 41:47 Gösta Johansson, 3:0 47:57 Gösta Johansson (Erik Johansson), 4:2 51:31 Holger Nurmela (Sven Tumba Johansson). 

Branky a nahrávky USA: 3:1 48:09 Kenneth Yackel (Robert Rompre), 3:2 48:43 Clifford Harrison (Arnold Oss). 

Rozhodčí: Ernest Leacock (GBR), Václav Beránek (TCH)
USA: Donald Whiston - Allen Van, Joseph Czarnota, John Noah, James Sedin - Robert Rompre, Kenneth Yackel, Leonard Ceglarski - Ruben Bjorkman, Clifford Harrison, Arnold Oss - Gerald Kilmartin, Andre Gambucci, John Mulhern.
Švédsko: Thord Flodqvist - Åke Andersson, Rune Johansson, Sven Thunman, Göte Almqvist - Göte Blomqvist, Gösta Johansson, Erik Johansson - Stig Tvilling, Hans Tvilling, Lars Pettersson - Holger Nurmela, Sven Tumba Johansson, Hans Öberg.
 Kanada –  Švýcarsko 11:2 (4:0, 5:0, 2:2)
21. února 1952 (19:00) – Oslo (Dæhlenenga)

Branky a nahrávky Kanady: 1:0 8:15 Jack Davies, 2:0 10:35  William Dawe (Gordon Robertson), 3:0 17:44 Francis Sullivan, 4:0 18:25 Francis Sullivan, 5:0 22:10 David Miller (Robert Watt), 6:0 22:56 David Miller (Francis Sullivan), 7:0 30:45 Francis Sullivan (Robert Watt), 8:0 34:20 William Gibson (William Dawe), 9:0 37:58 Bruce Dickson, 10:1 45:59 Allan Purvis (George Abel), 11:2 53:55 William Gibson. 

Branky Švýcarska: 9:1 42:02 Hans-Martin Trepp, 10:2 48:54 Emil Golaz. 

Rozhodčí: Wim Dwars (NED), Ladislav Tencza (TCH)
Kanada: Eric Patterson - Jack Davies, Donald Gauf, Allan Purvis, Thomas Pollock - Bruce Dickson, George Abel, Lous Secco - Robert Watt, Francis Sullivan, David Miller - Gordon Robertson, William Gibson, William Dawe.
Švýcarsko: Hans Bänninger (20. Paul Wyss) - Emil Handschin, Emil Golaz, Paul Hofer, Otto Schläpfer - Hans-Martin Trepp, Ulrich Poltera, Gebhard Poltera - Otto Schubiger,  Willy Pfister, Gian Bazzi - Francois Blank, Walter Dürst, Reto Delnon.
 Československo –  Finsko 11:2 (4:1, 3:0, 4:1)
21. února 1952 (19:00) – Sandvika (Kadettangen)

Branky a nahrávky Československa: 1:0 2. Slavomír Bartoň, 2:1 15. Miroslav Rejman (Slavomír Bartoň), 3:1 16. Jiří Sekyra, 4:1 17. Miloslav Blažek, 5:1 21. Karel Gut (Vlastimil Bubník), 6:1 22. Karel Gut (Bronislav Danda), 7:1 31. Václav Bubník (Bronislav Danda), 8:1 48. Bronislav Danda (Miloslav Charouzd), 9:2 51:50 Václav Bubník (Karel Gut), 10:2 52. Miroslav Rejman. (Miloslav Charouzd), 11:2 57. Jiří Sekyra (Jan Lidral).

Branky a nahrávky Finska: 1:1 15. Christian Rapp (Jukka Vuolio), 8:2 11. Keijo Kuusela.

Rozhodčí: Willy Bernhard (SUI), Jerzy Zarzycki (POL)
ČSR: Jan Richter - Karel Gut, Václav Bubník, Jan Lidral, Zdeněk Pýcha - Vlastimil Bubník, Bronislav Danda, Miloslav Charouzd - Miroslav Rejman, Slavomír Bartoň, Jiří Sekyra - Vlastimil Hajšman, Oldřich Sedlák, Miloslav Blažek.
Finsko: Pekka Myllylä - Ossi Kauppi, Matti Rintakoski, Pentti Isotalo, Kauko Mäkinen, Jukka Vuolio - Lauri Silvan, Aarne Honkavaara, Christian Rapp - Keijo Kuusela, Yrjö Hakala, Eero Saari - Erkki Hytönen.
 SRN –  Norsko 6:2 (0:0, 1:1, 5:1)
21. února 1952 (21:00) – Oslo (Jordal Amfi)

Branky a nahrávky SRN: 1:0 Markus Egen, 2:1 Xaver Unsinn, 3:1 Walter Kremershof, 4:1 Fritz Poitsch, 5:1 W. Kremershof, 6:2  Herbert Schibukat (Fritz Poitsch) 

Branky a nahrávky Norska: 1:1 Egil Bjerklund (Leif Solheim), 5:2 Bjørn Oscar Gulbrandsen. 

Rozhodčí: Gosta Ahlin (SWE), Alwin Wieland (SUI)
SRN: Alfred Hoffmann - Herbert Schibukat, Karl Wild, Ludwig Kuhn, Karl Bierschel - Markus Egen, Fritz Poitsch, Georg Guggemos - Dieter Niess, Karl Enzler, Hans-Georg Pescher - Xaver Unsinn, Walter Kremershof.
Norsko: Arthur Kristiansen (55. Per Dahl) - Johnny Larntvedt, Arne Berg, Roar Bakke (Pedersen) - Øivind Solheim, Leif Solheim, Egil Bjerklund - Annar Petersen, Jan-Erik Adolfsen,  Ragnar Rygel - Per Voigt, Finn Gundersen, Bjørn Oscar Gulbrandsen.
 Finsko –  SRN 5:1 (1:0, 2:0, 2:1)
22. února 1952 (14:00) – Oslo (Jordal Amfi)

Branky a nahrávky Finska: 3. Christian Rapp (Eero Salisma), 22. Christian Rapp (Aarne Honkavaara), 27. Lauri Silvan, 47. Aarne Honkavaara (Eero Salisma), 52. Christian Rapp.

Branky SRN: 42. Markus Egen.

Rozhodčí: Ernest Leacock (GBR), Václav Beránek (TCH)
Finsko: Unto Viitala - Ossi Kauppi, Jukka Vuolio, Pentti Isotalo, Eero Saari - Lauri Silvan, Yrjö Hakala, Keijo Kuusela - Eero Salisma, Aarne Honkavaara, Christian Rapp - Matti Karumaa, Matti Rintakoski.
Německo: Alfred Hoffmann - Herbert Schibukat, Ludwig Kuhn, Karl Bierschel - Markus Egen, Fritz Poitsch, Georg Guggemos - Dieter Niess, Karl Enzler, Hans-Georg Pescher - Xaver Unsinn, Walter Kremershof.
 Československo –  Švýcarsko 	8:3 (0:2, 2:1, 6:0)
22. února 1952 (17:00) – Oslo (Jordal Amfi)

Branky a nahrávky Československa: 1:3 30. Jiří Sekyra (Miroslav Rejman), 2:3 35. Miloslav Charouzd, 3:3 41. Bronislav Danda, 4:3 42. Vlastimil Bubník, 5:3 44. Jiří Sekyra (Miloslav Ošmera), 6:3 47. Bronislav Danda, 7:3 56. Miloslav Ošmera (Vlastimil Bubník), 8:3 58. Miloslav Ošmera (Slavomír Bartoň). 

Branky a nahrávky Švýcarska: 0:1 8. Ulrich Poltera (Hans-Martin Trepp), 0:2 11. Hans-Martin Trepp (Ulrich Poltera), 0:3 29. Otto Schubiger (Willy Pfister).

Rozhodčí: Gosta Ahlin (SWE), Axel Sandö (SWE)
ČSR: Jan Richter - Karel Gut, Václav Bubník, Miloslav Ošmera, Miroslav Nový – Vlastimil Bubník, Bronislav Danda, Miloslav Charouzd - Miroslav Rejman, Slavomír Bartoň, Jiří Sekyra - Vlastimil Hajšman, Oldřich Sedlák, Miloslav Blažek.
Švýcarsko: Paul Wyss - Emil Handschin, Emil Golaz, Paul Hofer, Otto Schläpfer - Hans-Martin Trepp, Ulrich Poltera, Gebhard Poltera - Otto Schubiger, Willy Pfister, Gian Bazzi - Reto Delnon.
 USA –  Polsko 5:3 (1:0, 2:0, 2:3)
22. února 1952 (19:00) – Oslo (Dæhlenenga)

Branky a nahrávky USA: 1:0 17:40 Ruben Bjorkman (Arnold Oss), 2:0 31:13 Kenneth Yackel, 3:0 33:39 Arnold Oss, 4:0 40:48 Clifford Harrison (Arnold Oss), 5:3 53:08 John Mulhern.

Branky a nahrávky Polska: 4:1 42:03 Eugeniusz Lewacki, 4:2 50:18 Antoni Wrobel, 4:3 52:36 Stefan Csorich (Eugeniusz Lewacki).

Rozhodčí: Wim Dwars (NED), Ladislav Tencza (TCH)
USA: Richard Desmond - Allen Van, Joseph Czarnota, John Noah, James Sedin - Ruben Bjorkman, Clifford Harrison, Arnold Oss - Gerald Kilmartin, Andre Gambucci, John Mulhern - Robert Rompre, Kenneth Yackel, Leonard Ceglarski.
Polsko: Stanisław Szlendak (31:13 Jan Hampel) - Kazimierz Chodakowski, Tadeusz Świcarz, Henryk Bronowicz, Hilary Skarżyński - Antoni Wróbel,  Alfred Gansiniec, Adolf Wróbel - Marian Jeżak, Stefan Csorich, Eugeniusz Lewacki - Rudolf Czech, Zdiszław Trojanowski, Roman Peczak.
 Kanada –  Švédsko 3:2 (1:2, 1:0, 1:0)
22. února 1952 (21:00) – Oslo (Jordal Amfi)

Branky a nahrávky Kanady: 1:2 13:57 Lous Secco (George Abel), 2:2 38:07 George Abel, 3:2 59:38 William Dawe (William Gibson).

Branky a nahrávky Švédska: 0:1 1:30 Lars Pettersson (Hans Tvilling), 0:2 9:21 Hans Öberg.

Rozhodčí: Willy Bernhard (SUI), Kurt Hauser (SUI)
Kanada: Eric Patterson - Allan Purvis, Thomas Pollock, Jack Davies, Donald Gauf - Bruce Dickson, George Abel, Lous Secco - Robert Watt, Francis Sullivan, David Miller - Gordon Robertson, William Gibson, William Dawe.
Švédsko: Thord Flodqvist - Åke Andersson, Rune Johansson, Göte Almqvist, Lars Björn - Göte Blomqvist, Gösta Johansson, Erik Johansson - Stig Tvilling, Hans Tvilling, Lars Pettersson - Holger Nurmela, Sven Tumba Johansson, Hans Öberg.
 Švédsko –  Švýcarsko 5:2 (1:1, 4:0, 0:1)
23. února 1952 (17:00) – Oslo (Jordal Amfi)

Branky a nahrávky Švédska: 1:0 2. Hans Tvilling (Stig Tvilling), 2:1 24. Hans Tvilling, 3:1 26. Sven Tumba Johansson, 4:1 36. Lars Pettersson (Hans Tvilling), 5:1 37. Sven Tumba Johansson (Lars Björn).

Branky a nahrávky Švýcarska: 1:1 9. Hans-Martin Trepp (Ulrich Poltera), 5:2 60. Emil Golaz (Hans-Martin Trepp).

Rozhodčí: Ladislav Tencza (TCH), Wim Dwars (NED)
Švédsko: Thord Flodqvist - Åke Andersson, Rune Johansson, Göte Almqvist, Lars Björn - Göte Blomqvist, Gösta Johansson, Erik Johansson - Stig Tvilling, Hans Tvilling, Lars Pettersson - Holger Nurmela, Sven Tumba Johansson, Hans Öberg.
Švýcarsko: Paul Wyss - Walter Dürst, Otto Schläpfer, Reto Delnon, Emil Golaz - Hans-Martin Trepp, Ulrich Poltera, Gebhard Poltera - Otto Schubiger, Willy Pfister, Gian Bazzi - Francois Blank, Alfred Steun, Bixio Celio.
 Kanada –  Norsko 11:2 (5:2, 3:0, 3:0)
23. února 1952 (19:00) – Oslo (Dæhlenenga)

Branky a nahrávky Kanady: 1:0 0:25 Bruce Dickson (George Abel), 2:0 1:59 Thomas Pollock (Lous Secco), 3:1 9:03 William Gibson (Jack Davies), 4:2 17:59 Jack Davies (William Gibson), 5:2 19:40 George Abel, 6:2 23:40 Robert Watt (David Miller), 7:2 25:25 David Miller, 8:2 26:45 William Gibson (William Dawe), 9:2 49:12 William Gibson, 10:2 53:45 Bruce Dickson, 11:2 56:34 William Dawe (Gordon Robertson).

Branky Norska: 2:1 4:15 Ragnar Rygel, 3:2 13:10 Arne Bergh.

Rozhodčí: Gosta Ahlin (SWE), Jerzy Zarzycki (POL)
Kanada: Eric Patterson - Allan Purvis, Thomas Pollock, Donald Gauf, Robert Meyers - Bruce Dickson, George Abel, Lous Secco - Robert Watt, Francis Sullivan, David Miller - Gordon Robertson, William Gibson, William Dawe - Jack Davies.
Norsko: Per Dahl - Johnny Larntvedt, Roar Bakke (Pedersen), Björn Sigmund Guldbrandsen, Gunnar Kroge - Arne Berg, Øivind Solheim, Egil Bjerklund - Ragnar Rygel, Bjørn Oscar Gulbrandsen, Finn Gundersen - Annar Petersen, Jan-Erik Adolfsen, Per Voigt.
 Polsko –  Finsko 4:2 (2:2, 0:0, 2:0)
23. února 1952 (19:00) – Lillestrøm (Lillestrøm Idrettsplass)

Branky a nahrávky Polska: 12:30 Antoni Wróbel, 19:59 Alfred Gansiniec, 57:34 Hilary Skarżyński, 58. Eugeniusz Lewacki (Stefan Csorich).

Branky a nahrávky Finska: 10:15 Matti Karumaa, 16:27 Keijo Kuusela (Jukka Vuolio).

Rozhodčí: Christensen (NOR), Willy Bernhard (SUI)
Polsko: Stanisław Szlendak - Kazimierz Chodakowski, Tadeusz Świcarz, Henryk Bronowicz, Hilary Skarżyński - Marian Jeżak, Stefan Csorich, Eugeniusz Lewacki - Antoni Wróbel,  Alfred Gansiniec, Adolf Wróbel - Rudolf Czech, Roman Peczak.
Finsko: Pekka Myllylä - Ossi Kauppi, Jukka Vuolio, Pentti Isotalo, Eero Saari - Yrjö Hakala, Eero Salisma, Matti Karumaa - Lauri Silvan, Aarne Honkavaara, Christian Rapp - Keijo Kuusela, Matti Rintakoski.
 Československo –  USA 3:6 (1:2, 0:4, 2:0)
23. února 1952 (21:00) – Oslo (Jordal Amfi)

Branky Československa: 1:0 2:06 Slavomír Bartoň (Miroslav Nový), 2:6 44:12 Vlastimil Hajšman, 3:6 54:21 Miloslav Blažek.

Branky a nahrávky USA: 1:1 6:32 Clifford Harrison (James Sedin), 1:2 16:05 Robert Rompre (John Noah), 1:3 21:55 Arnold Oss, 1:4 22:21 Clifford Harrison (Arnold Oss), 1:5 34:39 Arnold Oss (Clifford Harrison), 1:6 36:21 Leonard Ceglarski (Kenneth Yackel).  

Rozhodčí: Wim Dwars (NED), Ernest Leacock (GBR)
ČSR: Jan Richter - Karel Gut,  Václav Bubník, Miloslav Ošmera, Miroslav Nový –  Vlastimil Bubník, Bronislav Danda, Miloslav Charouzd - Miroslav Rejman, Slavomír Bartoň, Jiří Sekyra - Vlastimil Hajšman, Miloslav Blažek.
USA: Donald Whiston - Allen Van, Joseph Czarnota, John Noah, James Sedin - Ruben Bjorkman, Clifford Harrison, Arnold Oss - Gerald Kilmartin, Andre Gambucci, John Mulhern - Robert Rompre, Kenneth Yackel, Leonard Ceglarski.
 Československo –  Švédsko 4:0 (2:0, 2:0, 0:0)
24. února 1952 (17:00) – Oslo (Jordal Amfi)

Branky a nahrávky Československa: 8. Slavomír Bartoň (Vlastimil Hajšman), 14. Slavomír Bartoň (Václav Bubník), 25. Vlastimil Hajšman, 33. Miloslav Charouzd (Miloslav Ošmera).

Branky Švédska: nikdo

Rozhodčí: Kurt Hauser (SUI), Ernest Leacock (CAN)
ČSR: Jan Richter – Karel Gut, Václav Bubník, Miloslav Ošmera, Miroslav Nový – Slavomír Bartoň, Bronislav Danda, Jiří Sekyra - Miloslav Charouzd, Miroslav Rejman, Vlastimil Bubník - Zdeněk Pýcha, Vlastimil Hajšman.
Švédsko: Thord Flodqvist – Åke Andersson, Rune Johansson, Göte Almqvist, Lars Björn – Göte Blomqvist, Gösta Johansson, Erik Johansson – Stig Andersson, Hans Andersson, Lars Pettersson – Hans Öberg, Sven Tumba Johansson, Holger Nurmela. 
 Švýcarsko –  SRN 	6:3 (1:1, 3:1, 2:1)
24. února 1952 (16:00) – Oslo (Dæhlenenga)

Branky a nahrávky Švýcarska: 1:0 3. Ulrich Poltera, 1:1 9. Markus Egen, 2:1 31. Ulrich Poltera, 3:1 32. Ulrich Poltera (Gebhard Poltera), 4:1 33. Bixio Celio (Reto Delnon), 6:3 56. Ulrich Poltera (Gebhard Poltera). 

Branky a nahrávky SRN:  4:2 37. Walter Kremershof, 4:3 41. Georg Guggemos (Markus Egen), 5:3 55. Hans-Martin Trepp.

Rozhodčí: Wim Dwars (NED), Axel Sandö (SWE)
Švýcarsko: Paul Wyss - Walter Dürst, Emil Golaz, Reto Delnon, Otto Schläpfer - Hans-Martin Trepp, Ulrich Poltera, Gebhard Poltera - Otto Schubiger, Willy Pfister, Gian Bazzi - Francois Blank, Alfred Steun, Bixio Celio.
SRN: Heinz Wackers - Herbert Schibukat, Ludwig Kuhn, Karl Bierschel - Markus Egen, Fritz Poitsch, Georg Guggemos - Dieter Niess, Karl Enzler, Hans-Georg Pescher - Xaver Unsinn, Walter Kremershof.
 Kanada –  USA 3:3 (2:0, 1:2, 0:1)
24. února 1952 (21:00) – Oslo (Jordal Amfi)

Branky a nahrávky Kanady: 18:48 William Dawe (William Gibson), 19:05 Bruce Dickson, 38:03 Donald Gauf.

Branky a nahrávky USA: 33:03 John Mulhern (Gerald Kilmartin), 34:01 Ruben Bjorkman, 38:03 James Sedin.

Rozhodčí: Gosta Ahlin (SWE), Ladislav Tencza (TCH)
Kanada: Ralph Hansch - Allan Purvis, Thomas Pollock, Jack Davies, Donald Gauf - Bruce Dickson, George Abel, Lous Secco - Robert Watt, Francis Sullivan, David Miller - Gordon Robertson, William Gibson, William Dawe.
USA: Richard Desmond - Allen Van, Joseph Czarnota, John Noah, James Sedin - Ruben Bjorkman, Clifford Harrison, Arnold Oss - Robert Rompre, Kenneth Yackel, Leonard Ceglarski -  Gerald Kilmartin, Andre Gambucci, John Mulhern.
 Polsko –  Norsko 4:3 (1:2, 1:1, 2:0)
25. února 1952 (11:00) – Oslo (Jordal Amfi)

Branky a nahrávky Polska: 2:1 12. Eugeniusz Lewacki, 2:2 22. Eugeniusz Lewacki (Marian Jeżak), 3:3 50. Eugeniusz Lewacki, 3:4 57. Stefan Csorich (Adolf Wróbel). 

Branky a nahrávky Norska: 1:0 6. Egil Bjerklund, 2:0 9. Ragnar Rygel (Björn Sigmund Guldbrandsen), 3:2 31. Egil Bjerklund.

Rozhodčí: Václav Beránek (TCH), Per Sandsund (FIN)
Polsko: Stanisław Szlendak - Kazimierz Chodakowski, Tadeusz Świcarz, Henryk Bronowicz, Hilary Skarżyński - Marian Jeżak, Stefan Csorich, Eugeniusz Lewacki - Antoni Wróbel,  Alfred Gansiniec, Adolf Wróbel - Rudolf Czech, Zdiszław Trojanowski, Roman Peczak.
Norsko: Per Dahl - Johnny Larntvedt, Roar Bakke (Pedersen), Per Voigt, Arne Berg - Leif Solheim, Øivind Solheim, Egil Bjerklund - Bjørn Oscar Gulbrandsen, Finn Gundersen, Roy Strandem - Annar Petersen, Björn Sigmund Guldbrandsen, Ragnar Rygel.

### Opakovaný zápas o titul mistra Evropy
Švédsko –  Československo 5:3 (0:2, 1:1, 4:0)
25. února 1952 (17:00) – Oslo (Jordal Amfi)

Branky a nahrávky Švédska: 35:30 Göte Blomqvist (Gösta Johansson), 43. Lars Pettersson, 49. Sven Tumba Johansson, 50:40 Göte Blomqvist (Göte Blomqvist), 57. Holger Nurmela (Sven Tumba Johansson). 

Branky a nahrávky Československa: 1:20 Vlastimil Bubník, 14:30 Vlastimil Bubník (Bronislav Danda), 24. Miroslav Rejman (Slavomír Bartoň).

Rozhodčí: Ernest Leacock (GBR), Johan Narvestad (NOR)

Vyloučení: 1:2

Diváků: 8 000
Švédsko: Lasse Svensson - Åke Andersson, Rune Johansson, Göte Almqvist, Lars Björn - Göte Blomqvist, Gösta Johansson, Sven Tumba Johansson - Stig Tvilling, Hans Tvilling, Lars Pettersson - Holger Nurmela, Hans Öberg.
ČSR: Jan Richter – Karel Gut, Václav Bubník, Miloslav Ošmera, Miroslav Nový – Vlastimil Bubník, Bronislav Danda, Miloslav Charouzd - Miroslav Rejman, Slavomír Bartoň, Jiří Sekyra - Miloslav Blažek, Vlastimil Hajšman.

## Statistiky

### Kanadské bodování (neoficiální)
| Poř. | Kanadské bodování | Branky | Přihrávky | Body |
| ---- | ----------------- | ------ | --------- | ---- |
| 1.   | William Gibson    | 15     | 7         | 22   |
| 2.   | Hans Trepp        | 11     | 3         | 14   |
| 2.   | Ulrich Poltera    | 11     | 3         | 14   |
| 4.   | Vlastimil Bubník  | 10     | 3         | 13   |
| 5.   | David Miller      | 10     | 2         | 12   |
| 6.   | George Abel       | 6      | 6         | 12   |
| 6.   | William Dawe      | 6      | 6         | 12   |
| 8.   | Bruce Dickson     | 8      | 3         | 11   |
| 9.   | Arnold Oss        | 7      | 4         | 11   |
| 10.  | Francis Sullivan  | 5      | 5         | 10   |

### Soupiska Kanady
Kanada (Edmonton Mercurys)

Brankáři: Ralph Hansch, Eric Patterson.

Obránci: William Dawe, Jack Davies, Allan Purvis, Robert Meyers

Útočníci: William Gibson , David Miller, George Abel, Francis Sullivan, Gordon Robertson, Bruce Dickson, Robert Watt, Lous Secco, Donald Gauf, Thomas Pollock.

Trenér: Lou Holmes.

### Soupiska USA
USA

Brankáři: Richard Desmond, Donald Whiston.

Obránci: Robert Rompre, Gerald Kilmartin, Joseph Czarnota, Allen Van.

Útočníci: Arnold Oss, Kenneth Yackel, Clifford Harrison, John Mulhern, Andre Gambucci, Ruben Bjorkman, James Sedin, Leonard Ceglarski, John Noah.

Trenér: John E. Pleban

### Soupiska Švédska
Švédsko

Brankáři: Thord Flodqvist, Lasse Svensson.

Obránci: Göte Almqvist, Åke Andersson, Lars Björn, Rune Johansson, Sven Thunman.

Útočníci: Hans Tvilling, Stig Tvilling, Göte Blomqvist, Erik Johansson, Gösta Johansson, Åke Lassas, Holger Nurmela, Lars Pettersson, Sven Tumba Johansson, Hans Öberg.

Trenér: Folke Jansson.

### Soupiska Československa
4.  Československo

Brankáři: Jan Richter, Jozef Záhorský.

Obránci: Karel Gut, Václav Bubník, Miloslav Ošmera, Miroslav Nový, Jan Lidral, Zdeněk Pýcha.

Útočníci: Vlastimil Bubník, Bronislav Danda, Miloslav Charouzd, Miroslav Rejman, Slavomír Bartoň, Jiří Sekyra, Vlastimil Hajšman, Oldřich Sedlák, Miloslav Blažek.

Trenéři: Jiří Tožička, Josef Herman.

### Soupiska Švýcarska
5.  Švýcarsko

Brankáři: Hans Bänninger, Paul Wyss.

Obránci: Emil Handschin, Paul Hofer, Emil Golaz, Reto Delnon.

Útočníci: Francois Blank, Otto Schläpfer, Gebhard Poltera, Ulrich Poltera, Hans-Martin Trepp, Bixio Celio, Walter Dürst, Gian Bazzi, Otto Schubiger, Willy Pfister, Alfred Steun.

Trenér: Richard Torriani.

### Soupiska Polska
6.  Polsko

Brankáři: Stanisław Szlendak, Jan Hampel.

Obránci: Henryk Bronowicz, Kazimierz Chodakowski, Michał Antuszewicz, Alfred Gansiniec, Roman Peczak.

Útočníci: Stefan Csorich, Rudolf Czech, Marian Jeżak, Eugeniusz Lewacki, Hilary Skarżyński, Tadeusz Świcarz, Zdiszław Trojanowski, Adolf Wróbel, Antoni Wróbel.

Trenér: Mieczyslaw Kasprzycki.

### Soupiska Finska
7.  Finsko

Brankáři: Unto Viitala, Pekka Myllylä.

Obránci: Pentti Isotalo, Ossi Kauppi, Eero Saari, Jukka Vuolio

Útočníci: Christian Rapp, Yrjö Hakala, Aarne Honkavaara, Erkki Hytönen, Matti Karumaa, Keijo Kuusela, Kauko Mäkinen, Esko Rehoma, Matti Rintakoski, Eero Salisma, Lauri Silvan.

Trenér: Risto Lindroos.

### Soupiska SRN
8.  SRN

Brankáři: Alfred Hoffmann, Heinz Wackers.

Obránci: Karl Bierschel, Engelbert Holderied, Ludwig Kuhn, Herbert Schibukat, Karl Wild.

Útočníci: Markus Egen, Karl Enzler, Georg Guggemos, Dieter Niess, Walter Kremershof, Fritz Poitsch, Xaver Unsinn, Hans-Georg Pescher,

Trenér: Joe Aitken.

### Soupiska Norska
9.  Norsko

Brankáři: Per Dahl, Arthur Kristiansen.

Obránci: Arne Berg, Gunnar Kroge, Johnny Larntvedt, Roar Bakke (Pedersen), Per Voigt.

Útočníci: Jan-Erik Adolfsen, Egil Bjerklund, Björn Sigmund Guldbrandsen, Bjørn Oscar Gulbrandsen, Finn Gundersen, Annar Petersen, Ragnar Rygel, Leif Solheim, Øivind Solheim, Roy Strandem.

Trenér: Bud McEachern.

## MS Skupina B
Skupina B se započítávala jen do mistrovství světa a nebyla součástí olympijského turnaje.
|     |                | GBR  | AUT  | ITA  | NED | BEL  | FRA  | V | R | P | Skóre | B |
| 10. | Velká Británie | ***  | 2:1  | 7:3  | 8:1 | 1:5  | 10:0 | 4 | 0 | 1 | 28:10 | 8 |
| 11. | Rakousko       | 1:2  | ***  | 5:1  | 5:5 | 10:7 | 11:4 | 3 | 1 | 1 | 32:19 | 7 |
| 12. | Itálie         | 3:7  | 1:5  | ***  | 5:3 | 3:1  | 14:5 | 3 | 0 | 2 | 26:21 | 6 |
| 13. | Nizozemsko     | 1:8  | 5:5  | 3:5  | *** | 7:1  | 3:7  | 1 | 1 | 3 | 19:26 | 3 |
| 14. | Belgie         | 5:1  | 7:10 | 1:3  | 1:7 | ***  | 3:3  | 1 | 1 | 3 | 17:24 | 3 |
| 15. | Francie        | 0:10 | 4:11 | 5:14 | 7:3 | 3:3  | ***  | 1 | 1 | 3 | 19:41 | 3 |

 Francie –  Nizozemsko 	7:3 (1:0, 3:1, 3:2)
15. března 1952 – Lutych

 Belgie –  Itálie 	1:3
16. března 1952 – Lutych

 Rakousko –  Nizozemsko	5:5 (1:2, 4:1, 0:2)
16. března 1952 – Lutych

 Belgie –  Velká Británie	5:1 (4:1, 0:0, 1:0)
17. března 1952 – Lutych

 Rakousko –  Itálie 	5:1 (1:1, 0:0, 4:0)
17. března 1952 – Lutych

 Velká Británie –  Nizozemsko	8:1 (3:0, 3:0, 2:1)
18. března 1952 – Lutych

 Belgie –  Francie	3:3 (0:2, 2:0, 1:1)
18. března 1952 – Lutych

 Itálie –  Nizozemsko	5:3 (1:2, 1:0, 3:1)
19. března 1952 – Lutych

 Velká Británie –  Francie	10:0 (4:0, 5:0, 1:0)
20. března 1952 – Lutych

 Belgie –  Rakousko 	7:10 (2:2, 2:6, 3:2)
20. března 1952 – Lutych

 Itálie –  Francie	14:5 (4:1, 5:1, 5:3)
21. března 1952 – Lutych

 Velká Británie –  Rakousko 	2:1 (0:0, 2:1, 0:0)
21. března 1952 – Lutych

 Rakousko –  Francie 	11:4 (3:0, 0:4, 8:0)
22. března 1952 – Lutych

 Velká Británie –  Itálie 	7:3 (2:1, 2:1, 3:1)
22. března 1952 – Lutych

 Belgie –  Nizozemsko	1:7 (1:3, 0:3, 0:1)
22. března 1952 – Lutych